# Carpathonesticus orolesi
Espèce
Carpathonesticus orolesi est une espèce d'araignées aranéomorphes de la famille des Nesticidae.

## Distribution
Cette espèce est endémique de Roumanie.

## Publication originale
- Nae, 2013 : Carpathonesticus orolesi n. sp. from the Carpathians (Araneae, Nesticidae). Travaux de l’Institut de Spéologie Émile Racovitza, vol. 52, no 1, p. 27-32.